# Arbre de Nadal

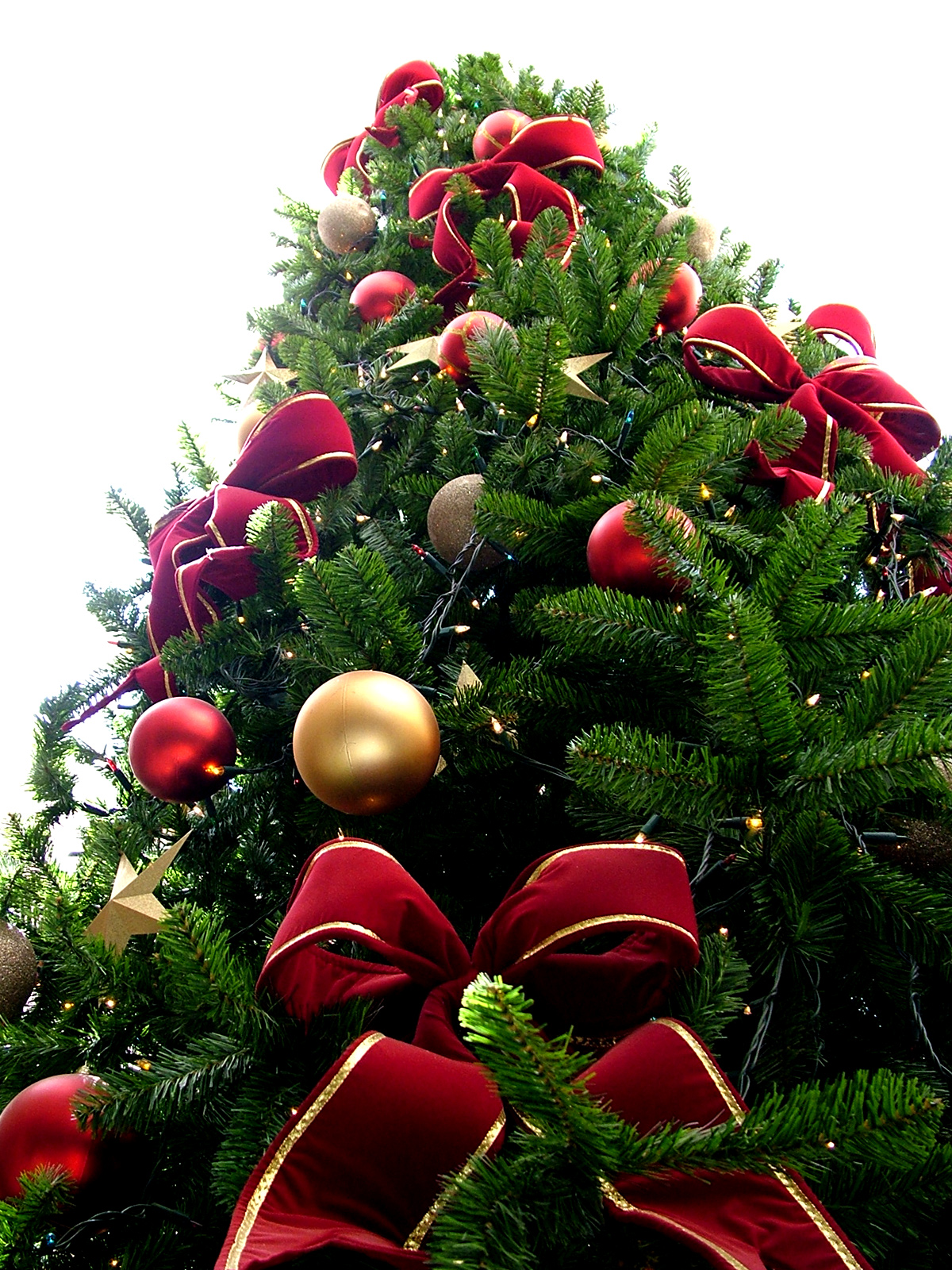
Arbre de Nadal

L'arbre de Nadal és un objecte de decoració típica del Nadal. Sol ser una conífera de fulla perenne. Es decora amb elements nadalencs com a boles, llums de Nadal, figuretes i llaços.

## Història
Quan els primers cristians varen arribar al nord d'Europa, van descobrir que els bàrbars celebraven l'aniversari d'un dels seus déus, guarnint un arbre perenne, a una data propera al Nadal cristià. Aquest arbre simbolitzava l'arbre de l'Univers, anomenat Diví Yggdrasil, en la copa del qual es trobava el cel, Asgard i el Valhalla; i a les arrels més fondes estaven els inferns. Posteriorment amb l'evangelització d'aquests pobles, els cristians van agafar la idea de l'arbre canviant-li totalment el significat.
Bonifaci de Fulda, evangelitzador alemany, davant la mirada dels germans, agafà una destral i tallà l'arbre (el Diví Isdrasil); i en el seu lloc va plantar un pi, símbol de l'amor perenne de Déu, i l'adornà amb pomes i espelmes; les pomes simbolitzaven el pecat original i les temptacions, mentre que les espelmes representaven la llum de Jesucrist com la llum del món. A mesura que va passar el temps, les pomes i les llums, es varen transformar en esferes i altres adorns.

## Significat cristià
L'arbre mateix recorda l'arbre del Paradís, dels fruits del qual varen menjar Adam i Eva, i d'on va venir el pecat original; i, per tant, recorda que Jesucrist va venir a ser el Messies promès per la reconciliació. La forma triangular de l'arbre (per ser generalment una conífera), representa la Santíssima Trinitat. Els adorns simbolitzen les dondes de Déu als homes, mentre que l'estrella representa la de Betlem. Ja que l'arbre deu ser perenne, representa la vida eterna.

## A Catalunya
A Catalunya, se n'ha regulat la comercialització. Arreu de Catalunya se celebren diverses fires per adquirir els avets de Nadal. La més coneguda és la que se celebra a la localitat d'Espinelves, que es porta a terme des de 1981.